# United Space Alliance
United Space Alliance (USA) était une entreprise menant des activités spatiales pour le compte de la National Aeronautics and Space Administration (NASA) dont elle est le principal partenaire industriel.
Coentreprise créée en août 1995 en tant que société à responsabilité limitée (LLC), détenue à parts égales par Boeing et Lockheed Martin, l'entreprise a son siège à Houston, au Texas.
Ses principaux projets étaient ceux liés à la navette spatiale américaine et à la station spatiale internationale. Cette entreprise a été dissoute en 2019.